# Опціонні стратегії
Опціонні стратегії — основні цілі та заходи, які використовують інвестори на ринку цінних паперів для формування портфеля фінансових активів і управління ним залежно від кон'юнктури ринку.

## Види опціонних стратегій

Виплати власнику довгого стредла

Довгий стредл — комбінація купівлі опціона call і опціона put з однією ціною страйк і датою експірації. Ця стратегія дає прибуток, якщо змінюється ситуація на ринку. Максимальний розмір прибутку обмежується сумою премій опціонів call і put. Інвестор отримує прибуток при значній зміні цін на товар. Дана стратегія приваблює інвесторів у тому разі, якщо передбачається зміна валютного курсу, але ще не ясно, у якому напрямі.

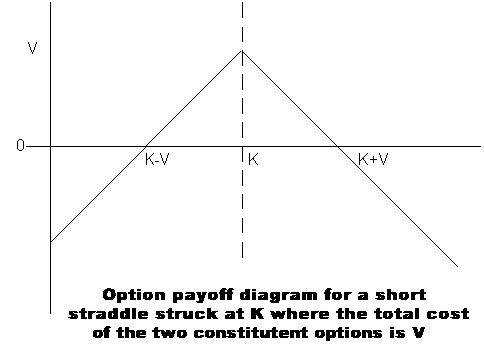
Виплати власнику короткого стредла

Короткий стредл — комбінація продажу опціона call і продажу опціона put з однією ціною страйк і датою експірації. Ця стратегія дозволяє отримувати прибуток на якомусь інтервалі, але допускає необмежені збитки за різкого коливання курсу.

Комбінація стреп складається з одного опціону put і двох опціонів call. Ціни виконання та термін експірації опціонів однакові. Збитки – обмежені, а потенційний прибуток не обмежений. Використовуючи стреп трейдер розраховує на різку зміну базового активу (в будь-якому напрямку). Чим більша зміна, тим більший прибуток.
- Файл:Стреп

 
Комбінація стріп складається з одного опціону call і двох опціонів put. Ціни виконання однакові. Збитки обмежені, а потенційний прибуток не обмежений. Використовуючи стріп трейдер розраховує на різку зміну базового активу в будь-якому напрямку. Чим більша зміна, тим більший прибуток.
- Файл:Стріп

 
За операції стренгл ціна виконання обох опціонів є різною (ціна виконання опціону call вища). Перевага позиції продавця стренгла полягає в тому, що можна отримати прибуток при ширшому діапазоні коливань курсу. Але ціна виконання опціону call має бути вищою від ціни виконання опціону put. Область курсової динаміки, що забезпечує прибуток продавцеві стренгла, перебуває в межах від («ціна виконання put - сумарна премія») до («ціна виконання call + сумарна премія»). Покупець стренгла отримує прибуток за цими межами.
- Файл:Стренгл

Спред «бика» завжди грає на підвищення ціни. Його особливості: поєднання довгого колу з нижчою ціною виконання і короткого колу з вищою ціною виконання. Дохід з позиції спред «бика» змінюється так:
а) якщо поточна ціна нижче контрактної за першим опціоном, дохід інвестора дорівнює сумі виплачених премій (з позиції спред «бика» вона буде зі знаком мінус), тобто інвестор має втрати;
б) якщо поточна ціна вище контрактної за першим опціоном, але нижче контрактної за другим опціоном, то в цьому інтервалі результати для інвестора поступово поліпшуються, і він матиме певний зиск;

 
в) якщо поточна ціна вище контрактної за другим опціоном, дохід інвестора стабілізується на рівні, що обчислюється як різниця між контрактною ціною за другим опціоном і контрактною ціною за першим опціоном з вирахуванням суми виплачених премій.
- Файл:Спред "бик"

Спред «ведмедя» завжди грає на зниженні цін. Цей вид спреду передбачає поєднання довгого call з вищою ціною виконання і короткого call з нижчою ціною виконання. Дохід з позиції спред «ведмедя» зміниться таким чином:
а) якщо поточна ціна нижче контрактної за першим опціоном, дохід інвестора дорівнюватиме сумі виплачених премій (з позиції спред «ведмедя» вона буде зі знаком плюс);
б) якщо поточна ціна вище контрактної за першим опціоном, але нижче контрактної за другим опціоном, то в цьому інтервалі результати для інвестора поступово погіршуються і він замість доходу матиме збитки;

 
в) якщо поточна ціна вище контрактної за другим опціоном, рівень збитків для першого інвестора за дальшого підвищення ціни залишається незмінним і обчислюється як різниця між контрактною ціною за другим опціоном плюс сума виплачених премій.
- Файл:Спред "ведмідь"

 
Застосовуючи спред «метелик», трейдер купує один call із низькою ціною виконання й один call із високою ціною виконання, одночасно продаючи два call з середньою ціною виконання. Цей спред дає найвищий прибуток, якщо після закінчення термінів опціонів курс акцій близький до середньої ціни виконання. По суті, спредові «метелик» притаманні ті ж самі характеристики щодо отримання віддачі, що й стредлу. Проте порівняно зі стредлом спред «метелик» пов’язаний з меншим ризиком і нижчим розміром потенційного прибутку.
- Файл:Спред "метелик"

Спред «кондор» являє собою поєднання купівлі опціону call з нижчою ціною виконання та продажу двох опціонів call з вищими, але різними цінами виконання. Така комбінація знижує ризик втрат від значних змін ціни акцій, проте обмежує величину доходу за невеликих змін.
- Файл:Спред "кондор"

 
Ефективною буде стратегія «Раціо call спред», якщо очікується, що ринок зросте до певної незначної межі. Для реалізації даної стратегії необхідно продати два опціони call зі страйками, що знаходитимуться на рівні межі зростання ринку. І купити один опціон call зі страйком меншим, ніж страйк проданих опціонів call.
- Файл:«Раціо call спред»

 
Використовувати стратегію «Раціо put спред» варто, якщо очікуються коливання на ринку і ймовірне зниження цін до певної позначки. Для реалізації стратегії потрібно продати два опціони put з низькими страйками і купити один опціон put з більш високою ціною реалізації. Тим самим відбувається страхування прибутку на випадок неочікуваного зростання цін, при цьому залишаючи збитки від падіння не застрахованими.
- Файл:«Раціо put спред»

Бекспред – це стратегія, що орієнтована на швидкий рух або вихід із діапазону. Максимальний прибуток вона приносить в часи паніки та зростання волативності. Будується стратегія наступним чином: опціон з найближчою до поточного страйку ціною виконання продається, а опціон з найвіддаленішим страйком купується в подвійному розмірі. При цьому дата експірації для всіх опціонів однакова.
- Файл:Бекспред

## Ланки
- Комбінації з опціонами